# Hyla ranaeformis
"Hyla" ranaeformis
Espèce
"Hyla" ranaeformis est une espèce d'amphibiens de la famille des Ranidae dont la position taxonomique est incertaine (incertae sedis).

## Répartition
Cette espèce a été découverte en Grèce.

## Publication originale
- Laurenti, 1768 : Specimen medicum, exhibens synopsin reptilium emendatam cum experimentis circa venena et antidota reptilium austriacorum Vienna Joan Thomae p. 1-217 (texte intégral).